# Aion (počítačová hra)
Aion: Echoes of Eternity je fantasy MMORPG hra od korejské firmy NCsoft, která vyvinula mimo jiné také Lineage II. Hra byla původně placená, ale v roce 2012 přešla na F2P (Free to Play – hraní zdarma) model, jež sama nazývá Truly Free (Skutečně zdarma) a i neplatící hráč nemá téměř žádné omezení jako u jiných her (například Lord of the Rings Online) a má přístup k plnohodnotné verzi hry. Pokud se hráč ovšem rozhodne do hry investovat, k dispozici je tzv. Black Cloud Market, kde lze nakupovat za skutečné peníze.
Hra nabízí unikátní PvPvE (Player vs Player vs Environment) prostředí v rozsáhlém fantasy světě nazývaném Atreia, kde proti sobě bojují dvě rasy: Elyové a Asmodiané. Tyto dvě rasy zároveň soupeří s třetí nehratelnou rasou zvanou Balaurové, která funguje jako univerzální nepřítel jak pro Elye, tak pro Asmodiany.

## Herní svět

### Rasy - Daevas
Ve světě Aion existují dvě rasy, za které je možno hrát: Elyové, bytosti andělského vzezření, a temní Asmodiané, kteří si vlivem tvrdých životních podmínek vypěstovali drápy a dlouhé hřívy. Každá z ras má jinou startovní pozici. Pozice Dobra a Zla zde není tak přímočará, jak by se mohlo zdát; každý z národů bojuje za svoje „dobro".

#### Elyové
Jedna ze dvou možných ras, za které jde hrát. Obývají nižší polovinu Atreii nazývanou Elysea, jejímž hlavním městem je Sanctum. Jsou to krásné a zářící bytosti, které se však staly arogantními a sobeckými. Také viní Asmodiany za zničení Věže Věčnosti (centrální bod spojující Vrchní a Nižší Atreiu, fyzická forma boha Aiona). Jelikož na jejich část Atreii dopadá nejvíce světla, nabyli zářivého, andělského vzhledu.

#### Asmodiané
Druhá hratelná rasa. Žijí na vyšší polovině Atreiii nazývanou Asmodae, jejímž hlavní městem je Pandaemonium. Jakkoliv se zdá, že jsou zlí, není to pravda. Asmodians jsou silní a stateční, loajální a laskaví. Jelikož na jejích část Atreii po zničení Věže nedopadá světlo, museli se naučit hospodařit i s málem, na rozdíl od Elyů, kteří žijí v hojnosti. Rovněž viní Elye za zničení Věže Věčnosti.

#### Balaur
Třetí nehratelná rasa ve hře. Jejich domovský svět je Balauera, ale jejich touha po moci je přivedla na Atreiu. Jsou to vysoce inteligentní bytosti toužící podmanit si svět Elye i Asmodiany. Kdysi dávno jim byla nabídnuta část Atreii jako symbol dobré vůle lidí, ale při vyjednávání byl jeden z Balaurů zabit. Ti z pomsty zničili Věž Věčnosti – fyzickou formu tvůrce a boha Aterii, Aiona. tato událost je známá jako Cataclysm – Potopa, která vyústila v rozdělení Atrei na dvě poloviny a lidstva na dvě rasy.

### Létání
Jeden ze způsobů přepravy obou ras. Létání ve hře je povoleno jen v určitých místech známých jako flight zone (letecká zóna). Let je omezen na 60 sekund, ale může se prodloužit pomocí "manastonů", brnění, titulů nebo jiných věcí ve hře. Let lze také prodloužit použitím lektvaru, který obnovuje určitý čas letu, maximální čas létání není stanoven…hráči mohou dostáhnout až 10 minut ve vzduchu. Hráč poprvé může létat v levelu 10 po splnění přestupního questu.

### Povolání
Povolání se dělí na Warrior, Scout, Mage, Priest, Engineer a Artist do 10. levelu. Po již zmíněném přestupním questu máme u každé rasy (krom Songweavera) na výběr mezi dvěma povoláními, a to:
- Warrior
  - Gladiator
  - Templar

- Scout
  - Ranger
  - Assassin

- Mage
  - Sorcerer
  - Spiritmaster

- Priest
  - Cleric
  - Chanter

- Engineer
  - Gunner (Gunslinger)
  - Aethertech (Rider)

- Artist
  - Bard (Songweaver)

Crafting nabízí propracovaný systém výroby. Hráči si mohou vybrat celkem ze sedmi profesí (Weaponsmithing, Armorsmithing, Tailoring, Handicrafting, Alchemy, Cooking, Construction), přičemž se mohou naučit všechny, ale pouze jednu mohou dotáhnout na maximální úroveň. Crafting systém doplňují dva Gathering skilly (Essencetapping pro klasické suroviny a Aethertapping pro sbírání Aetheru), pomocí nichž si hráči opatřují nezbytné suroviny/materiály pro výrobu v daných profesích.

## Hudba
Oficiální soundtrack Aion: The Tower of Eternity Original Soundtrack vyšel na CD a digitálně (iTunes 20. října 2009). Obsahuje celkem 22 stop, hudbu složil korejský skladatel Yang Bang-Ean (v Japonsku známý jako Ryo Kunihiko).
Druhé vydané album AION – Annales of Atreia Archivováno 27. 5. 2020 na Wayback Machine. bylo vydané pouze digitálně, na iTunes 10. května 2010. Na albu se podíleli skladatelé Inro Joo a Wonki Kim spolu s Českým národním symfonickým orchestrem.

### Další alba
- Aion - Another World (2001) Archivováno 27. 5. 2020 na Wayback Machine.
- Aion - Utopia (2011) Archivováno 27. 5. 2020 na Wayback Machine.
- The Song of Katalam (2013) Archivováno 27. 5. 2020 na Wayback Machine.
- Aion - Wind of Destiny (2014) Archivováno 27. 5. 2020 na Wayback Machine.
- Aion - This Is Our Destiny (2015) Archivováno 27. 5. 2020 na Wayback Machine.